# Bairdsryle
Bairdsryle (Calidris bairdii) er en vadefugl, der yngler fra Østsibirien til det vestlige Grønland. Den er set nogle få gange i Danmark. Fuglen er opkaldt efter den amerikanske naturforsker Spencer Fullerton Baird (1823–1887).